# Waynesville (Misuri)
Waynesville es una ciudad ubicada en el condado de Pulaski en el estado estadounidense de Misuri. En el Censo de 2010 tenía una población de 4830 habitantes y una densidad poblacional de 289,26 personas por km².

## Geografía
Waynesville se encuentra ubicada en las coordenadas 37°49′15″N 92°13′12″O / 37.82083, -92.22000. Según la Oficina del Censo de los Estados Unidos, Waynesville tiene una superficie total de 16.7 km², de la cual 16.63 km² corresponden a tierra firme y (0.43%) 0.07 km² es agua.

## Demografía
Según el censo de 2010, había 4830 personas residiendo en Waynesville. La densidad de población era de 289,26 hab./km². De los 4830 habitantes, Waynesville estaba compuesto por el 73.62% blancos, el 12.42% eran afroamericanos, el 1.06% eran amerindios, el 3.4% eran asiáticos, el 0.54% eran isleños del Pacífico, el 2.46% eran de otras razas y el 6.5% pertenecían a dos o más razas. Del total de la población el 8.07% eran hispanos o latinos de cualquier raza.